# نصب بغداد
نَصب بَغداد نَصب قائِم وَاسط العاصِمة بَغداد من أعمال النَحات مُحمد غَني حِكمت. افتُتِح النَصب عام 2013، عِبارة عَن عَمود طَويل تَجلس فَوقه امرأة تَرتدي الزِي العَباسي. العَمود مَنقوش بقَصائِد مَديح لمَجموعة مِن الشُعراء بِحق بَـغْـدَاد.

## خلفية
في عام 2010، كلف أمين بغداد شَيخ النَحاتين، مُحمد غَني حِكمت بأنجاز سِلسِلة من أربعة مَشاريع، كجُزء من البَرنامج الثَقافي لبَغداد. بدأ الفنان العَمل على أربع مَنحُوتات جَديدة ستُقام في مَواقع مُختلفة مِن العاصِمة بَغداد. ومع ذلك، سيكون هذا هو مَشروعه الأخير، كَون النحات ماتَ قبل اكتِماله. أشرف نجل الفَنان على إنجاز المَشروع. مَزِجت الأعمال الأربعة بينَ التَقليد العِراقي والفَن الحَديثة.
كان أول ما تَم الانتِهاء مِن هَذه المَشاريع الأربعة هو الفانوس السِحري الذي تم افتِتاحُه في عام 2011. الأعمال الثَلاثة المُتبقية، أشعار بغداد، نافورة مَكتوبة بالخط العربي؛ نَصب بغداد عَمود يُصور المَدينة كفتاة جَميلة ترتدي الزي العباسي التقليدي. ونَصب إنقاذ الثقافة، ختم أسطواني سومري في يد مواطن عراقي؛ تم افتتاحُها جَميعًا في عام 2013.
اشتهر مُحمد غَاني حِكمت بأعماله العامة، التي تُعرض الآن في جَميع زَوايا العاصِمة بَغداد، وكذلك بالتَماثيل الأصغر المَنحوتة في الخشب، التي تًصور الحياة اليومية لأهل بَغداد. من أشهر أعماله تِمثالان للمَلكة شهرزاد والملك شهريار، يَقعان على ضفاف نهر دجلة بالقُرب من شارِع أبو نواس، ونصب كهرمانة في شارع السعدون ببغداد. كان اختيار َموقع أعماله مهمًا بالنسبة للفَنان، الذي أراد أن تكون المَنحوتات في مُتناول الجَميع. تجنب الساحات والحدائق العامة، ولكنه أراد بدلاً من ذلك وضع أعماله في الشوارع وعلى جوانب المَباني.

## وصف
الاسم: نَصب بَغداد
نوع النصب: عمود.
المواد: حجر وبرونز
الارتفاع: 3 م زائد 10.5 م قاعدة (المجموع = 13.5 م)، مِما يجعله أحد أطول المعالم الأثرية في بَغداد.
المكان: بغداد، ساحة الأندلس (سابِقًا)، ساحة المتحف، منطقة العلاوي (حاليًا).
تاريخ الإنشاء: 2010-2013
الافتتاح الرسمي: 2013.
المصمم والباني: محمد غني حكمت
صورة حِكمت المَرأة العَباسية مُتكئة، وظهرُها للشَمس، لِتَتَطلع نحوَ الأفق أمامَها. تَهدف المَرأة للدلالة على أن أسلاف البِلاد كانوا مِنَ الشرق. هذا المَرجع هو مَرجع آخر مُرتبط بشكل موضوعي بقاعدة النَصب.
العَمود مَنقوش بقَصائِد مَديح لمَجموعة مِن الشُعراء بِحق بَـغْـدَاد. تَقول:

## تغيير موقع النصب
أعلنت أمانة بغداد، السَبت (20 آذار 2021)، تغيير مَوقع «نَصب بَغداد» للفنان الراحل مُحمد غَني حِكمت، لـ«يتسيد مَوقعه المُناسب» وَاسط ساحة المُتحف، كراج العَلاوي في مَنطقة العلاوي (تَمت أزلت العَمود الحَجري للنَصب وتَم تَثبيت التِمثال النُحاسي للمَرأة العَربية فَوق قاعِدة «نَصب المَسيرة» السابِق للنَحات خالد الرحال والذي تَمَت أزالته عام 2005).

## المَراجع
1. 1 2  Dawood, M., "Mohamed Ghani Hikmat Brings Life Back to the Squares of Baghdad Months after the Departure of the "Sheikh of the Sculptors," Alrai Media, January, 2012, Online: (translated from Arabic) نسخة محفوظة 2018-09-07 على موقع واي باك مشين.
2. 1 2  Floyd, T., "Mohammed Ghani Hikmat," [Biographical Notes], Mathaf Encyclopedia of Modern Art and the Arab World, Online: نسخة محفوظة 2021-04-22 على موقع واي باك مشين.
3. 1 2  Arraf, J., "Renowned Iraqi sculptor has vision for Baghdad to 'flower again'," CS Monitor, 16 February 2011; Online: نسخة محفوظة 2018-07-05 على موقع واي باك مشين.
4. ↑  Schmidt, M.S., "Mohammed Ghani Hikmat, Iraqi Sculptor, Dies at 82", New York Times, 21 September 2011 Online: نسخة محفوظة 2022-04-03 على موقع واي باك مشين.
5. ↑  Antoon, S., "Living With Death in Baghdad", New York Times, 20 July 2016 Online: نسخة محفوظة 2021-08-20 على موقع واي باك مشين.
6. 1 2  Jairath. S., "Baghdad will Remain Baghdad" Mohammed Ghani and his Tales of One Thousand and One Nights", Meanjin Vol 74, Issue 3, 2015
7. ↑  "Official Inauguration of Three Sculptures in Iraq Baghdad," Alsamuria News, 13 February, 2013 Online: نسخة محفوظة 2018-09-07 على موقع واي باك مشين.
8. ↑  "Official Inauguration of Three Sculptures in Iraq Baghdad," Alsamuria News, 13 February, 2013 "Official Inauguration of Three Sculptures in Iraq Baghdad," Alsamuria News, 13 February, 2013 Online: نسخة محفوظة 2018-09-07 على موقع واي باك مشين.
9. ↑  "Statue of Baghdad by sculptor Mohamed Ghani Hikmat" Ministry of Culture [Government of Iraq], 2013, Online: نسخة محفوظة 2018-09-07 على موقع واي باك مشين.
10. ↑  Dawood, M., "Mohamed Ghani Hikmat brings life back to the squares of Baghdad Months after the Departure of the "Sheikh of the Sculptors," Alrai Media, January, 2012, Online: (translated from Arabic) نسخة محفوظة 2018-09-07 على موقع واي باك مشين.
11. ↑  "تغيير موقع "نصب بغداد"". IQ News. 20 مارس 2021. مؤرشف من الأصل في 2022-04-09.